# سيفينواكس
سيفينواكس هي بلدة ودائرة مدنية يبلغ عدد سكانها 29506 نسمة. تقع جنوب شرق لندن في غرب كنت، إنجلترا. إنخفض عدد سكان المدينة إلى 409 20 نسمة في تعداد عام 2011. يتوفر بها خدمات النقل مثل شبكات السكك الحديدية الأساسية والتي تقع على بعد 21 ميلاً (34 كم) منلندن شارينغ كروس ‏. وهي المدينة الرئيسية في منطقة سيفينواكس، تليها سوانلي وإدنبريدج.
كانت المدينة مستوطنة مأهولة في القرن الثالث عشر, عندما تم تأسيس السوق. وقد ساعد بناءكنول هاوس ‏ في القرن 15 على تطوير القرية. أصبحت سيفينواكس جزءاً من شبكة الاتصالات الحديثة عندما تم فتح واحدة من أوائل المحولات في القرن 18. 
وتشمل المؤسسات التعليمية في المدينة مدرسة سيفينواكس المستقلة ‏ وأكاديمية كنول ‏.

## أصل التسمية
اسم المدينة مشتق من الكلمة الإنجليزية القديمة "سيويناكا"، الاسم أطلق على كنيسة صغيرة بالقرب منها سبعة أشجار بلوط حول كرمة حوالي 800 م.

## التاريخ

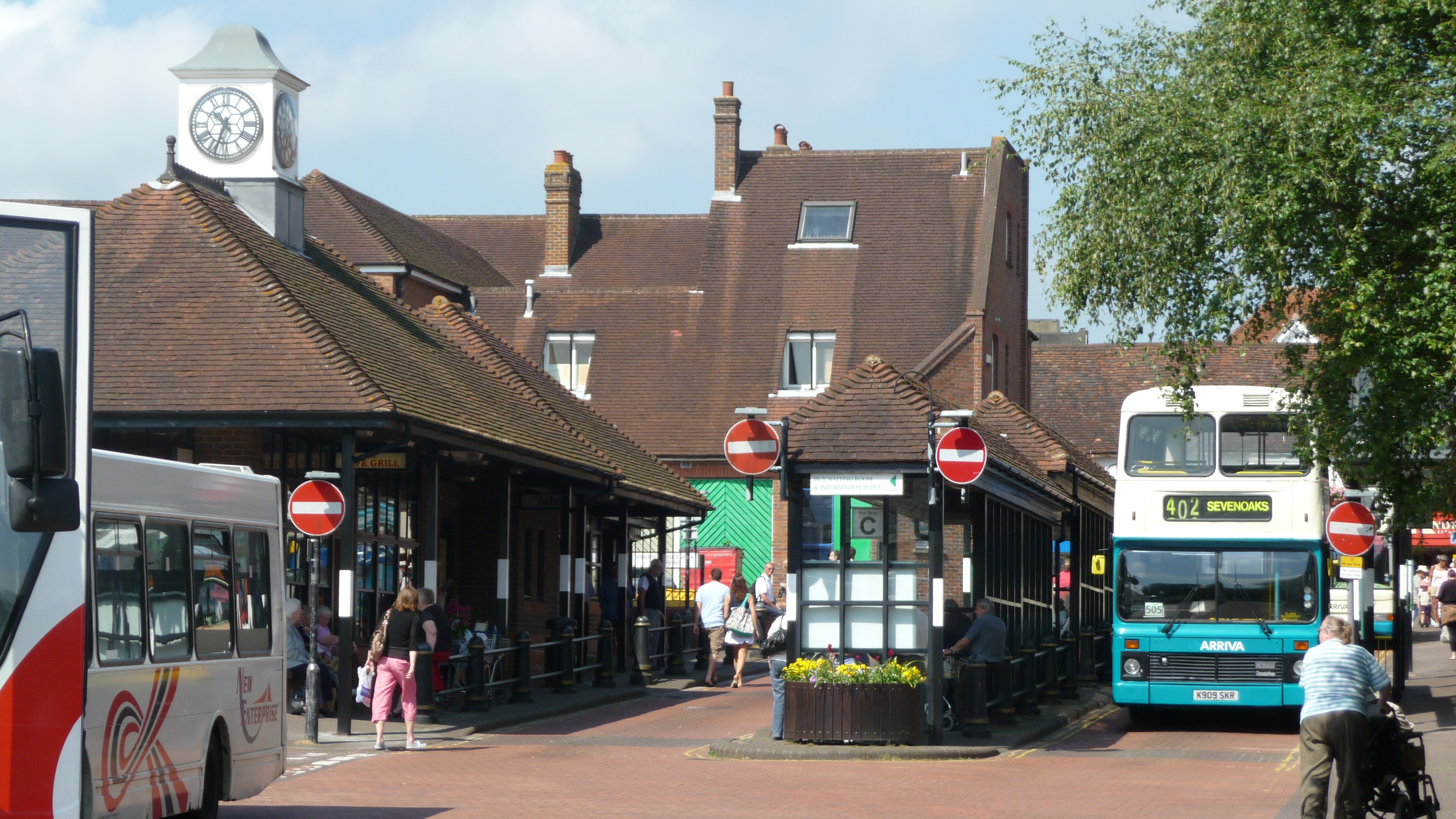
محطة حافلات سيفينواكس في يونيو 2009.

هناك عدد قليل من المخطوطات تعود لما قبل القرن 13 للمدينة. عندما تم بناء السوق. في العصور الوسطى تم توفير مستشفيين من قبل رجال الدين لرعاية المسنين والمرضى، وخاصة أولئك الأشخاص المسافرين.

## المدن التوأمة والشقيقة
- بونتواز, فرنسا
- راينباخ, ألمانيا

## أعلام
- سيدني دود
- لانس بيرسيفال
- أورسولا برينان
- ويليام غرين
- جيفري أمهيرست
- كارون كيتينغ
- فريدريك فينش
- صموئيل روسون جاردينر
- تشارلز روبرت أشبي
- دانيلا ميرفي